# 活性代謝物
活性代謝物（かっせいたいしゃぶつ、Active metabolite）は、薬物が代謝作用を受けて生成する、生理活性を有する分子である。

## 薬物代謝
通常、活性代謝物の作用は親薬物のものと似るが、それより弱い。しかし重大な作用を及ぼす場合もあり（例：11-ヒドロキシ-THC、モルヒネ-6-グルクロニド）、コデインやトラマドールなどの一部の薬物は親薬物よりも強い活性（それぞれモルヒネとO-デスメチルトラマドール）を持つ。このような場合は投与で得られる作用の大部分が代謝物による可能性もある。ペチジンやデキストロプロポキシフェン等の有名な薬剤で問題となるが、代謝物に毒性があることもあり、この場合には体内に蓄積されないよう注意深い観察が必須となる。

## プロドラッグ
投与時は不活性の形で、体内で分解されて初めて活性のある形になるよう医薬品を設計することがあり、これをプロドラッグと呼ぶ。このような製剤化には、プロドラッグの方が製造時や保存時に安定している、体内への吸収が良い、薬物動態が優れている（リスデキサンフェタミン等）などの理由がある。

## 参考資料
1. ↑  “On the assessment of drug metabolism by assays of codeine and its main metabolites”. Therapeutic Drug Monitoring 22 (3):  258–65. (June 2000). doi:10.1097/00007691-200006000-00005. PMID 10850391.
2. ↑  Raffa RB (July 1996). “A novel approach to the pharmacology of analgesics”. The American Journal of Medicine 101 (1A):  40S–46S. doi:10.1016/s0002-9343(96)00137-4. PMID 8764759.
3. 1 2  “Substrates, inducers, inhibitors and structure-activity relationships of human Cytochrome P450 2C9 and implications in drug development”. Current Medicinal Chemistry 16 (27):  3480–675. (2009). doi:10.2174/092986709789057635. PMID 19515014.
4. ↑  “Role of active metabolites in the use of opioids”. European Journal of Clinical Pharmacology 65 (2):  121–39. (February 2009). doi:10.1007/s00228-008-0570-y. PMID 18958460.
5. ↑  Müller CE (November 2009). “Prodrug approaches for enhancing the bioavailability of drugs with low solubility”. Chemistry & Biodiversity 6 (11):  2071–83. doi:10.1002/cbdv.200900114. PMID 19937841.

## 関連文献
- Nedderman, Angus N.R. & Walker, Don K. (2011). “Metabolite testing in drug development”. In Bonate, Peter L.. Pharmacokinetics in Drug Development: Advances and Applications, Volume 3. Springer. ISBN 9781441979360